# Гонконзький долар
Гонконзький або гонконгський долар (код: HKD, символ: $ або HK$) — офіційна валюта Гонконгу, особливого адміністративного району Китайської Народної Республіки. Поділяється на 100 гонгонгських центів. Як і всі долари, своїм символом має $, але за потреби вирізнити від інших доларових валют використовується символ HK$. Емісійний інститут — Управління грошового обігу Гонконгу.
За даними Банку міжнародних розрахунків, гонконзький долар входить у топ-10 найпоширеніших за часткою торгівлі валют у світі. Це, незважаючи на невеликі розміри об'єкта-емітента, викликано статусом Гонконгу як одного з найбільших фінансових центрів і бізнес-хабів Азії та світу.

## Назва українською мовою
Назва валюти в офіційному українському урядовому класифікаторі валют неодноразово змінювалася: в 1993—1998 рр. «Гонконгський долар», 1998—2010 «Долар Гонконгу», 2011—2014 «Гонконґівський долар», з 2015 «Гонконгівський долар». 
Водночас, згідно з правописом української мови, при збігу приголосної «г» із суфіксом «ськ» відбувається перетворення літер «гс» на «з». Отже граматично правильним є варіант «Гонконзький долар».

## Історія
Згідно з Основним законом Гонконгу та Спільної китайсько-британської декларації за Гонконгом повністю залишена автономія в сфері валютної політики. Грошові знаки Гонконгу випускаються урядом Гонконгу (розмінні монети і банкноти в 10 HK$) і трьома місцевими банками під наглядом Управління грошового обігу Гонконгу, що на практиці виконує функції центрального банку території. В результаті того, що дизайн банкнот всіх трьох банків був змінений без вилучення старих банкнот з обігу, нині в обігу перебувають до шести типів банкнот кожного номіналу. При цьому будь-який різновид банкнот приймається без обмежень (виняток становлять деякі торговельні автомати, які з технічних причин можуть не приймати, наприклад, десятидоларові банкноти уряду Гонконгу). Друк грошових знаків здійснюється компанією «Hong Kong Note Printing».
Гонконзький долар введений в лютому 1895 року. До середини 30-х років XX століття в Гонконгу в обігу були також срібні мексиканські долари (як правило у вигляді срібної монети з отвором).
В даний час в обігу знаходяться монети номіналом 10, 20, 50 центів, 1, 2, 5, 10 гонконзьких доларів та банкноти 10, 20, 50, 100, 500 і 1000 доларів.

## Випуск банкнот
За ліцензією від Управління грошового обігу Гонконгу, три комерційних банків мають право на випуск своїх банкнот в загальний обіг у регіоні. Управління також випускає власні банкноти.
Перелічені три комерційні банки мають право на випуск банкнот:
- The Hongkong and Shanghai Banking Corporation Limited
- Standard Chartered Bank (Hong Kong) Limited
- Bank of China (Hong Kong) Limited.

Друк всіх купюр здійснється компанією «Hong Kong Note Printing Limited».

## Валютний курс
З 1983 року валютний курс гонконзького долара є прив'язаним до американського долара у співвідношенні 7,75-7,85 HKD за один USD. Станом на 24 березня 2025, валютний курс гонконзького долара (за даними МВФ, ЄЦБ та НБУ) становить 7,8 гонконзьких доларів за 1 долар США (0,1282 долара США за 1 гонконзький долар), 8,443 гонконзьких доларів за 1 євро (0,1184 євро за 1 гонконзький долар) та 0,1877 гонконзького долара за 1 гривню (5,328 гривень за 1 гонконзький долар).

Графік валютного курсу відносно долара США (к-сть HKD за один USD)

## Впровадження цифрової валюти
У травні 2023 року у Гонконзі, слідом за іншими регіонами Китаю, стартували пілотні проекти з впровадження CBDC - e-HKD. Шістнадцять обраних банків, технологічних компаній та фірм зі сфери платіжних систем почали тестування можливостей використання цифрового долару у 6 секторах: повноцінні платежі, автоматизовані, офлайн, токенізовані депозити, розрахунки у транзакціях Web3 та токенізованими активами. Участь у випробуванні беруть такі гіганти як Bank of China, China Construction Bank, Visa та Ripple.

## Див.також
- Аоминська патака